# 小行星9411
小行星9411（英語：9411 Hitomiyamoto）是一颗围绕太阳公转的小行星。1995年2月1日，小林隆男在大泉天文台发现了此天体。
这颗小行星的绝对星等为299.1827970562528等。